# Кейт Шопен
Кейт Шопен (на английски: Kate Chopin), родена Катрин О'Флахърти (на английски: Catherine O'Flaherty), е американска поетеса и писателка, авторка на произведения в жанра любовен роман.
Известна е най-вече с романа „Пробуждане“ от 1899 г. Считана е за предвестница на модернизма в литературата и представителка на феминизма в САЩ.

## Биография и творчество
Кейт О'Флеърти Шопен е родена на 8 февруари 1850 г. в Сейнт Луис, Мисури, САЩ, в ирландско-френско семейство. Завършва Академията на свещеното сърце през 1868 г.
През 1870 г. се омъжва за Оскар Шопен. Живеят в Ню Орлиънс в периода 1870 – 1879 г. и след фалита на бизнеса му с памук – в неговата плантация в Клотървил, енорията Начиточе, северозападна Луизиана до смъртта му през 1882 г. Там се запознава с креолската култура, която по-късно ще опише. Имат пет сина и една дъщеря. През 1884 г. се връща в Сейнт Луис.
Оставайки млада вдовица с шест деца тя се обръща към писането, за да преодолее депресията. Публикува първото си стихотворение през 1889 г.
Първият ѝ роман „At Fault“ е публикуван през 1890 г., но няма особен успех. Започва да пише разкази, които са били добре приети и са публикувани от някои от най-престижните американски списания – „Vogue“, „Atlantic Monthly“, „Harper's Young People“, „Companion of Youth“ и „Century“. В тях представя вътрешния живот на чувствителни, смели жени. Част от разказите ѝ са публикувани в сборниците „Bayou Folk“ (1894) и „A Night in Acadie“ (1897) получавайки похвала от критиката за грациозните описания на живота на креолите, афроамериканците и други хора в Луизиана. Двадесет и шест от разказите ѝ са предназначени за детски или семейни списания.
През 1899 г. е публикуван романът ѝ „Пробуждане“. Главната героиня Една Понтелие почива в идиличен курорт заедно с други семейства от висшата класа на Ню Орлийнс. Тя има преуспяващ съпруг и прекрасни деца, но е скована от обществените правила и скучния си брак. Тя се впуска в незаконна връзка, която събужда нейните желания и стремежа ѝ към духовна, сексуална и артистична свобода. Заради откровения подход към сексуалните теми, които по това време са табу, романът предизвиква скандал и е подложен на сурова критика. Книгата е забравена след смъртта ѝ. Преоткрита е през 60-те години, като е призната за еталон и предвестник на модернизма, както и за израз на феминизма в САЩ заради истинските си изображения на женския живот. Романът „Пробуждане“ е преведен на повече от 30 езика по света. През 1982 г. е екранизиран във филма „The End of August“ с участието на Сали Шарп и Дейвид Маршал Грант, а през 1991 г. във филма „Grand Isle“ с участието на Кели Макгийл и Адриан Пасдар.
Кейт Шопен умира от инсулт на 22 август 1904 г. в Сейнт Луис.

## Произведения

### Самостоятелни романи
- At Fault (1890)
- The Awakening (1899)
Пробуждане, изд. „Пергамент“ (2009), прев. Диана Кутева

### Сборници
- Bayou Folk (1894) – сборник разкази
- A Night in Acadie (1897) – сборник разкази

### Разкази
- At the Cadian Ball (1892)
- Désirée’s Baby (1893)
- Ma'ame Pélagie (1893)
- The Locket (1894)
- Regret (1894)
- A Lady of Bayou St. John (1894)
- A Respectable Woman (1894)
- Beyond the Bayou (1894)
- A Reflection (1894)
- The Story of an Hour (1894)
- The Kiss (1895)
- Her Letters (1895)
- A Pair of Silk Stockings (1897)
- The Storm (1898)
- Emancipation: A Life Fable

### Екранизации
- 1956 The Adventures of Jim Bowie – ТВ сериал, 1 епизод
- 1982 The End of August – по романа „Пробуждане“
- 1991 Grand Isle – по романа „Пробуждане“
- 2009 Historia de una hora – късометражен
- 2009 The Storm – късометражен